# 赫罗狄安
赫罗狄安（英語：Aelius Herodianus），约活动于公元2世纪前后。居于罗马，著有（用希腊语撰写）关于多种文法的主题作品，主要作品是有关希腊语音的论述，凡21卷，现仅有摘录存世。